# Leon Powolny

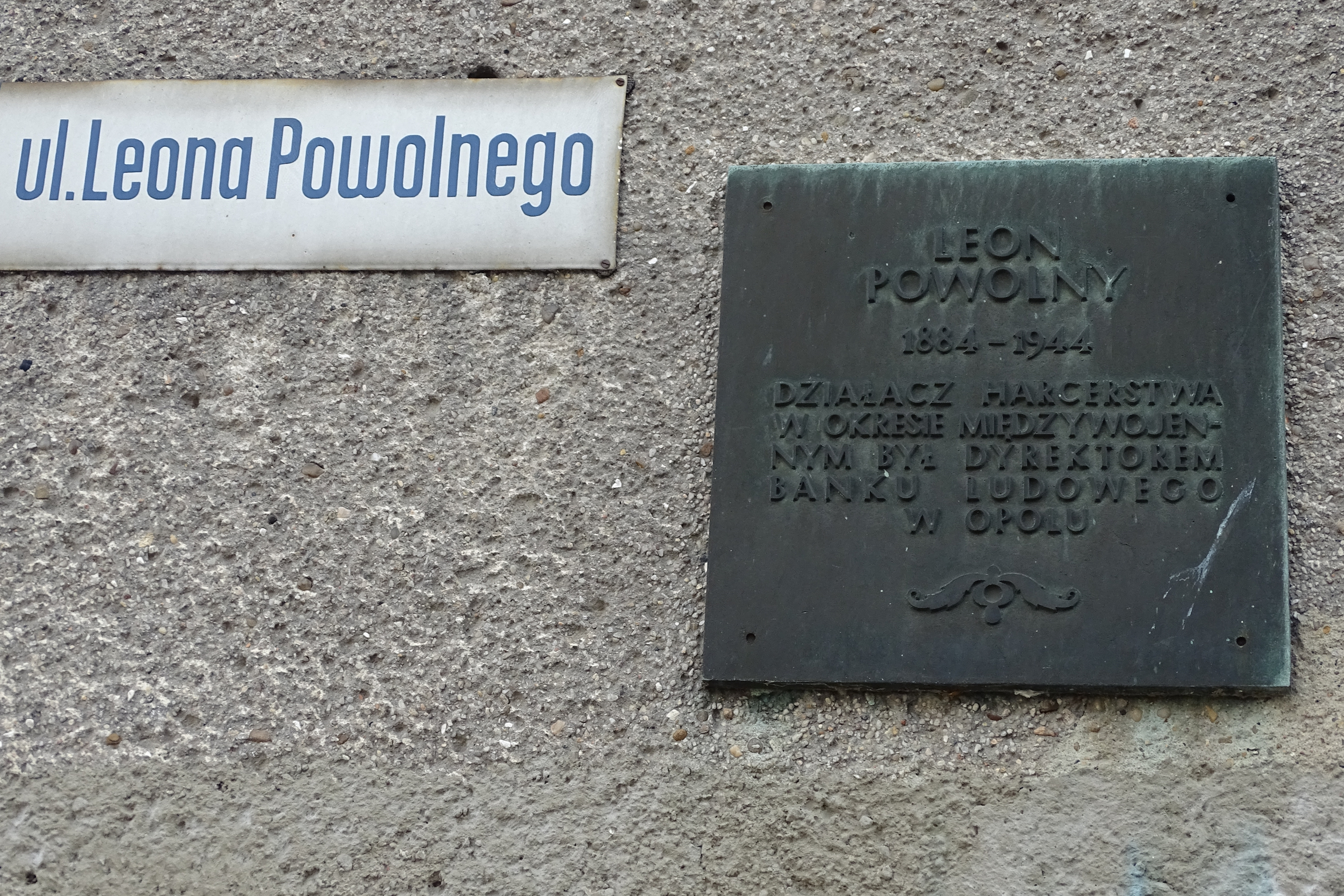
Tablica z nazwą ulicy Leona Powolnego i tablica go upamiętniająca w Opolu

Leon Powolny (ur. 7 lutego 1887 w Grabowie, zm. 30 października 1943 w Brandenburgu lub Berlinie) – polski bankier, działacz polski w Niemczech międzywojennych, harcerz, oficer Związku Walki Zbrojnej i Armii Krajowej.
Większość życia Powolny spędził w Opolu, gdzie był czołowym działaczem wielu organizacji polskiej mniejszości narodowej, zarówno społecznych, jak i gospodarczych oraz wydawniczych (wchodził w skład zarządu Nowin Codziennych). Był jednym z kierujących Związkiem Polaków w Niemczech jako członek jego Rady Naczelnej (zrezygnował w 1931) oraz od 1927 prezesem Związek Harcerstwa Polskiego w Niemczech. Od 1907 r. pracował w banku w Opolu, z czasem osiągając stanowisko jednego z dwóch dyrektorów Banku Ludowego w Opolu, które piastował do 1932. W 1931 wykryto defraudację przez Powolnego dużej kwoty pieniędzy banku. W związku z tym, jesienią 1932 został aresztowany, a w maju 1933 skazany przez sąd niemiecki na rok więzienia i grzywnę za fałszowanie księgowości banku i sprzeniewierzenie ponad 70 tys. marek. Oskarżony przyznał się do pierwszego zarzutu, w kwestii drugiego negował, przypisując winę innym osobom oraz swojemu niedopatrzeniu. 
W trakcie drugiej wojny światowej pełnił wysokie funkcje w polskiej konspiracji Śląska Opolskiego, najpierw w ramach Związku Walki Zbrojnej, a później Armii Krajowej. Miał tam stopień podporucznika. Z racji tej działalności aresztowano go 19 maja 1943 i skazano na karę śmierci. Stracony 30 października 1944. 
Był żonaty z Martą, mieli dzieci. 
Leon Powolny jest patronem ulicy w Opolu. 